# Марцинки
Марцинки (пол. Marcinki) — село в Польщі, у гміні Кобиля-Гура Остшешовського повіту Великопольського воєводства.
Населення — 234 особи (2011).
У 1975—1998 роках село належало до Каліського воєводства.

## Демографія
Демографічна структура станом на 31 березня 2011 року:
|          | Загалом | Допрацездатний вік | Працездатний вік | Постпрацездатний вік |
| -------- | ------- | ------------------ | ---------------- | -------------------- |
| Чоловіки | 119     | 25                 | 86               | 8                    |
| Жінки    | 115     | 17                 | 72               | 26                   |
| Разом    | 234     | 42                 | 158              | 34                   |